# La Bâtie-des-Fonds
La Bâtie-des-Fonds é uma comuna francesa na região administrativa de Auvérnia-Ródano-Alpes, no departamento de Drôme. Estende-se por uma área de 12,12 km². Em 2010 a comuna tinha 3 habitantes (densidade: 0,2 hab./km²).